# 不孝寺塚古墳
不孝寺塚古墳（ふこうじづかこふん）とは、岐阜県可児市羽崎にある円墳。岐阜県指定史跡。
古墳時代（6世紀代）築造されたと考えられる円墳で、内部構造は羨道と玄室に分かれた横穴式石室である。
1887年（明治20年）に発掘調査された際、石棺中より人骨と金環が、玄室入口からは皿、直刀が出土したという。

## 概要
- 墳形：円墳
- 規模
  - 直径　16メートル
  - 玄室の長さ　3.3メートル
- 石室　横穴式石室
- 石棺　家形石棺
  - 長さ　約2.3メートル
  - 幅　1.14メートル

## 所在地
- 岐阜県可児市羽崎636-1

## 交通アクセス
- 東海環状自動車道可児御嵩ICからおよそ3km。
- JR太多線可児駅より徒歩約15分
- 名古屋鉄道広見線新可児駅より徒歩15分